# Komisariat Straży Celnej „Lubawa”

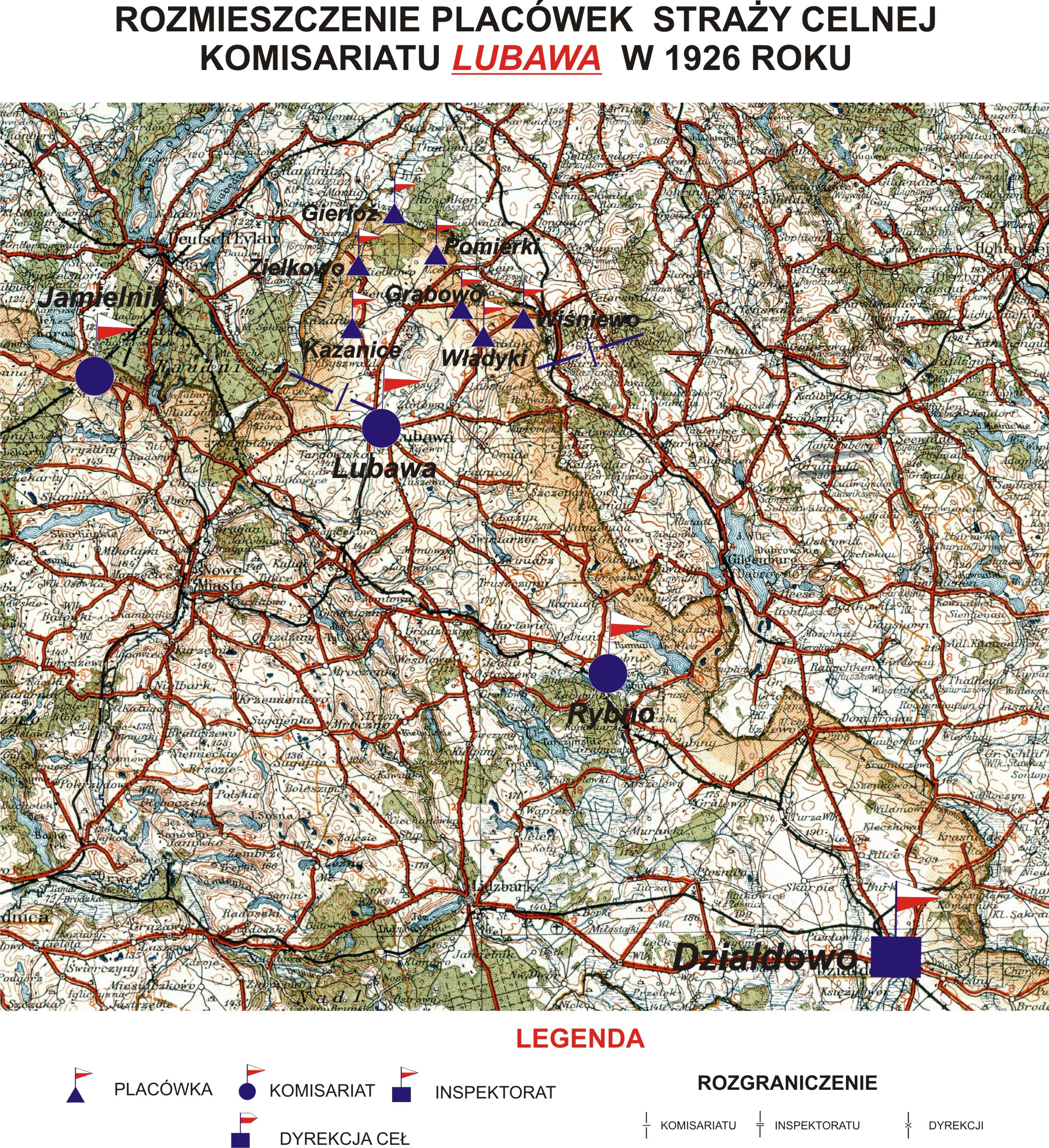
Rozmieszczenie placówek SC komisariatu "Lubawa" w 1926 roku

Komisariat Straży Celnej „Lubawa” – jednostka organizacyjna Straży Celnej pełniąca służbę ochronną na granicy polsko-niemieckiej w latach 1921–1928.

## Formowanie i zmiany organizacyjne
Na wniosek Ministerstwa Skarbu, uchwałą z 10 marca 1920 roku, powołano do życia Straż Celną. Od połowy 1921 roku jednostki Straży Celnej rozpoczęły przejmowanie odcinków granicy od pododdziałów Batalionów Celnych. Proces tworzenia Straży Celnej trwał do końca 1922 roku. Komisariat Straży Celnej „Lubawa”, wraz ze swoimi placówkami granicznymi, wszedł w podporządkowanie Inspektoratu Straży Celnej „Działdowo”.
W drugiej połowie 1927 roku przystąpiono do gruntownej reorganizacji Straży Celnej. W praktyce skutkowało to rozwiązaniem tej formacji granicznej. Rozporządzeniem Prezydenta Rzeczypospolitej Polskiej Ignacego Mościckiego z 22 marca 1928 roku w jej miejsce powoływano z dniem 2 kwietnia 1928 roku Straż Graniczną.
Rozkazem nr 1 z 12 marca 1928 roku w sprawach organizacji Mazowieckiego Inspektoratu Okręgowego, Naczelny Inspektor Straży Celnej gen. bryg. Stefan Pasławski powołał komisariat Straży Granicznej „Lubawa,” który przejął ochronę granicy od rozwiązywanego komisariatu Straży Celnej.
Na podstawie rozkazu Mazowieckiego Inspektora Okręgowego nr 4 z 27 kwietnia 1928, kierownik inspektoratu „Działdowo” przekazał komisariat „Lubawa” Inspektoratowi Granicznemu „Grudziądz”.

## Służba graniczna
Sąsiednie komisariaty
- komisariat Straży Celnej „Rybno” ⇔  komisariat Straży Celnej „Jamielnik” − 1926

## Funkcjonariusze komisariatu
Obsada personalna w 1926:
- kierownik komisariatu – komisarz Władysław Matuszewski
- pomocnik kierownika komisariatu – podkomisarz Wojciech Wiżyn Jastrzębski

## Struktura organizacyjna
Organizacja komisariatu w 1926 roku:
- komenda – Lubawa
- placówka Straży Celnej „Kazanice”
- placówka Straży Celnej „Zielkowo”
- placówka Straży Celnej „Gierłoż”
- placówka Straży Celnej „Pomierki”
- placówka Straży Celnej „Grabowo”
- placówka Straży Celnej „Wiśniewo”
- placówka Straży Celnej „Wałdyki”[9][10][11](Władyki[4])